# Robert Sanford Foster
Pour les articles homonymes, voir Foster.
Robert Sanford Foster (27 janvier 1834 - 3 mars 1903) est un général de l'Union pendant la guerre de Sécession. Il joue un rôle de premier plan lors du siège de Petersburg et la campagne d'Appomattox.

## Avant la guerre
Foster naît à Vernon, dans l'Indiana, en 1834. Il part à Indianapolis pour apprendre le métier de ferblantier.

## Guerre de Sécession
Foster s'enrôle comme soldat dans les volontaires de l'Indiana au début de la guerre de Sécession. Il est rapidement promu capitaine du 11th Indiana Infantry de Lew Wallace et combat lors de la bataille de Rich Mountain dans l'ouest de la Virginie. À la suite de ces combats, il est transféré dans le 13th Indiana Infantry en tant que commandant et peu de temps est promu colonel le 30 avril 1862. Foster mène son régiment pendant la campagne de la vallée de 1862 de Stonewall Jackson jusqu'à ce que son régiment soit transféré dans le sud-est de la Virginie dans le voisinage de Suffolk.
Foster prend le commandement d'une brigade dans la division de John J. Peck à Suffolk. Lorsque James Longstreet menace Suffolk, en 1863, la garnison de Peck augmente finalement jusqu'à la taille de trois divisions. Foster commande la deuxième brigade de la première division de Michael Corcoran. Au cours du siège de Suffolk suivant, la brigade de Foster est sur le front sud-ouest des défenses de la ville. À la suite de la levée du siège, Foster est promu brigadier général des bénévoles, le 12 juin 1863.
Foster est transféré dans le Xe corps de Quincy A. Gillmore près de Charleston, en Caroline du Sud. Foster commande la première brigade des forces de l'Union sur Folly Island pendant le siège de Charleston. Au début de 1864, Foster commande une brigade puis une division en Floride et quand le corps de Gillmore est transféré vers le sud-est de la Virginie, Foster est placé au commandement de la première division du Xe corps. Au cours de la campagne de Bermuda Hundred, Fostser sert comme chef d'état-major de Gillmore. Il retourne au commandement de la première division brièvement avant de revenir au commandement d'une brigade. Il conduit sa brigade au cours des première et deuxième batailles de Deep Bottom. Il commande la deuxième division du Xe corps lors de la bataille de New Market Heights.
Au cours de l'hiver 1864/1865, l'armée de la James est réorganisée et Foster est placé au commandement de la première division du XXIVe corps désormais sous le commandement de John Gibbon. Foster conduit, notamment, sa division lors d'une attaque sur le fort Gregg lors de la percée sur Petersburg de l'Union. La division de Foster fait partie de la force de l'Union, ce qui bloque la ligne de retraite de Robert E. Lee à Appomattox Court House, conduisant à la reddition confédérée. Foster est breveté major général des volontaires des États-Unis le 13 mars 1865.

## Après la guerre
Après l'aboutissement de la lutte, Foster sert en tant que membre de la commission qui juge les conspirateurs contre Lincoln. Il démissionne de l'armée en septembre 1865. Foster rentre dans l'Indiana où il meurt à Indianapolis en 1903.